# Institut Omega
L'Omega Institute for Holistic Studies (en français, Institut Omega pour les études holistiques) est un centre de formation et de conférences fondé à Rhinebeck, New York en 1977 par deux écrivains New Age, Elizabeth Lesser (en) et Stephan Rechtschaffen.

## Histoire
En 1977, les fondateurs créent l'Omega Institute, à la suite des conférences de Vilayat Inayat Khan et sa spiritualité œcuménique,,,.
Le nom Omega est une référence aux théorisations de Pierre Teilhard de Chardin,, un philosophe et jésuite français, qui a utilisé le terme Point Oméga pour décrire « le point ultime du développement de la complexité et de la conscience vers lequel se dirige l'univers »[réf. souhaitée]. À sa création, le centre s'installe d'abord au Mount Lebanon Shaker Society (en), New York, puis au Camp Boiberik (en) en 1980, sur un terrain dans la vallée de l'Hudson River.
Omega Institute compte quelques ateliers à ses débuts. À l'origine, le centre se focalise sur le développement personnel et le développement de la conscience individuelle et sociale. Il propose aujourd'hui 300 ateliers à Rhinebeck, New York City, près de Nosara (en), au Costa Rica, en Arizona et à Mount Madonna (en) en Californie. Les divers centres comptent 85 employés fixes et environ 250 saisonniers.

## Objectifs et activités
Il offre des cours et conférences dédiés au bien-être et développement personnel sur ses sites à plus de 23 000 personnes par an,,,. La portée numérique d'Omega comprend près de 2 millions de visiteurs sur leur site, plus de 100 000 abonnés à leur e-news et près de 120 000 abonnés sur les médias sociaux.

### Les programmes
L'institut organise des formations professionnelles, des retraites spirituelles et des conférences,,,,. Elle a notamment reçu Bill Clinton, Jeremy Rifkin, Peter Buffett (en), Al Gore, Christopher Reeve ou Eckhart Tolle,,. Certaines visent particulièrement les femmes, ainsi le Omega Women’s Leadership Center a reçu Riane Eisler,Eve Ensler, Isabel Allende, ou encore Sally Field,,,.
Enfin des activités annuelles, telles que le Being Yoga, un festival et des conférences sur le yoga se déroulent sur le site,.

### Galerie

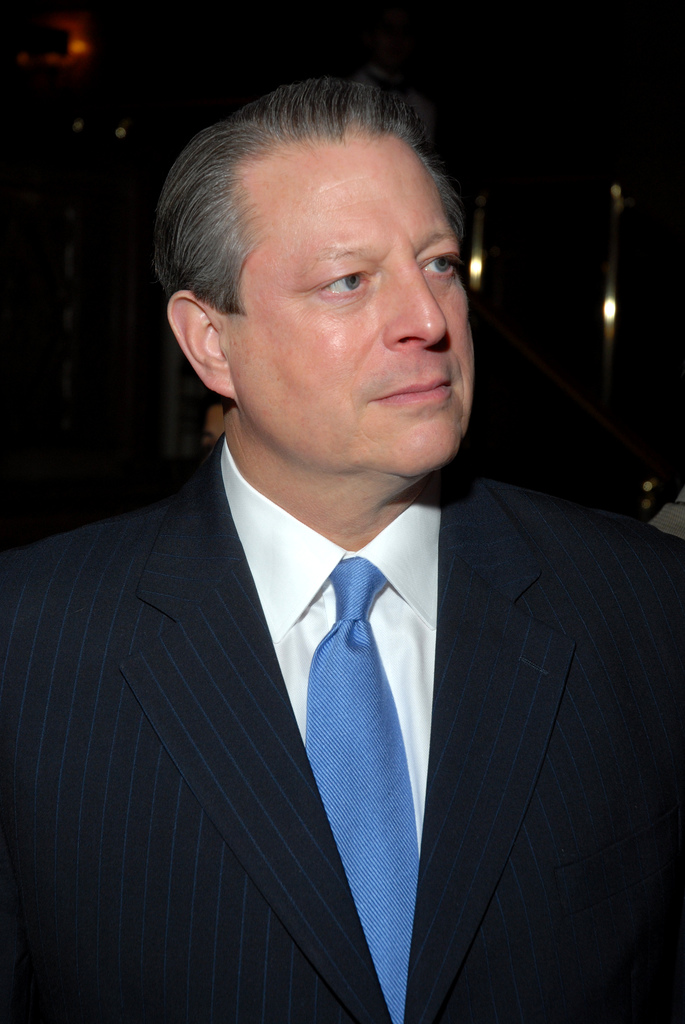
Al Gore, 2007
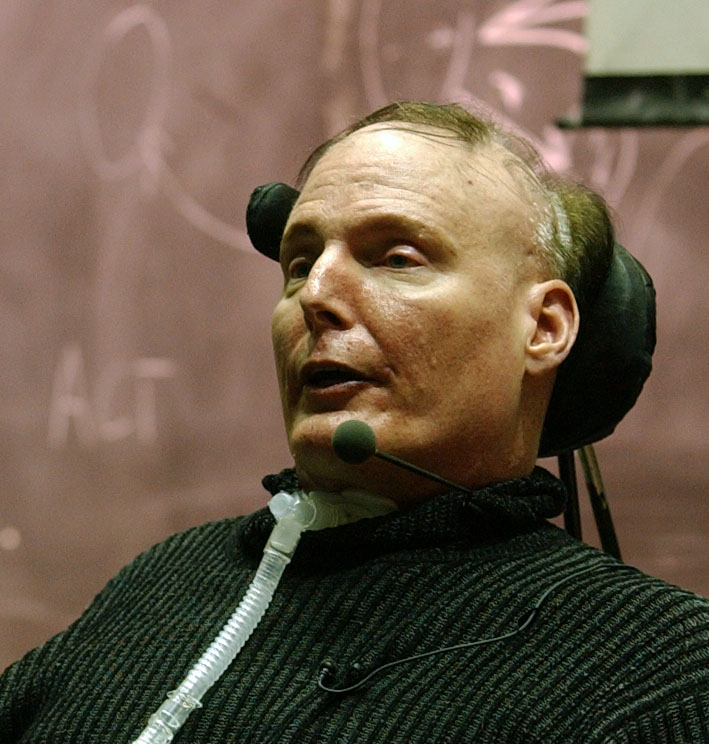
Christopher Reeve
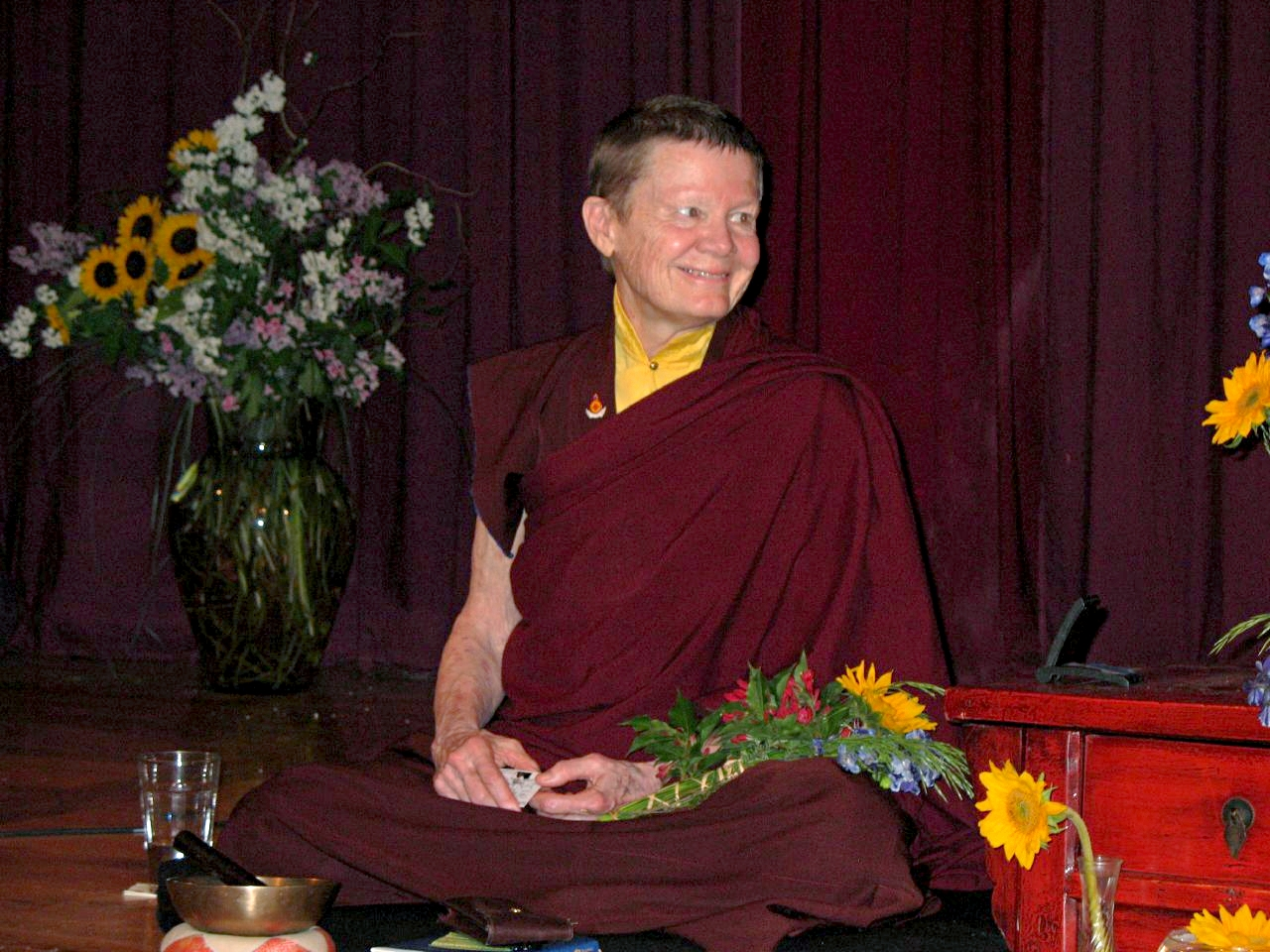
Pema Chodron à l'Omega Institute, mai 2007

## Le site
À partir de 1982, Omega s'agrandit sur ses sites de New York et Vermont, à son emplacement actuel, et sur ses anciens terrains de Camp Boiberik. Le campus compte une centaine de bâtiments sur 101 hectares, et diverses structure d'accueil, notamment un restaurant, un café, une librairie et la bibliothèque Ram Dass, en forme de lotus à huit pétales de fleur.

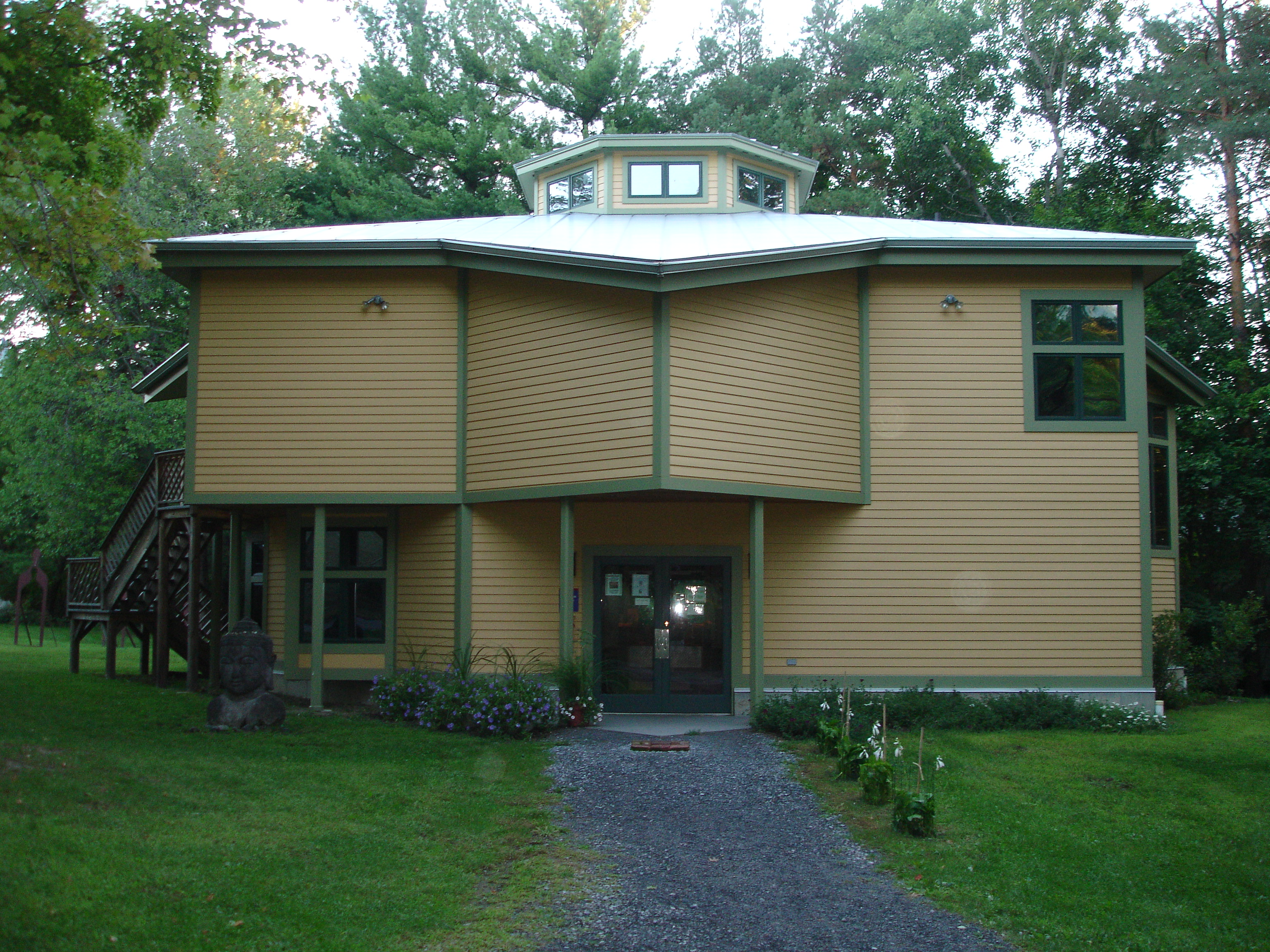
La bibliothèque Ram Dass
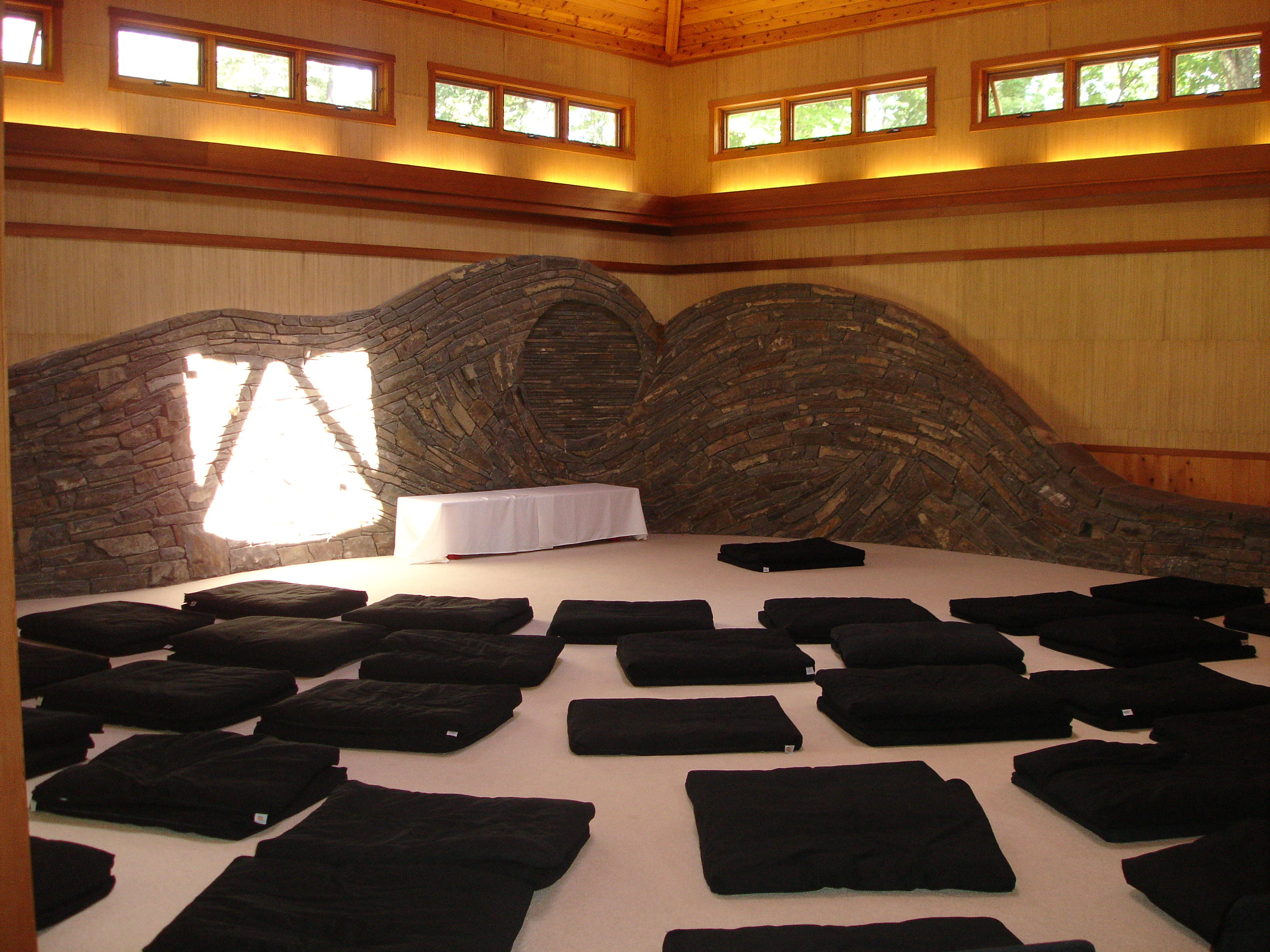
Sanctuaire (salle de méditation)

L'Omega Center for Sustainable Living (OCSL) est alimentée par de l'énergie solaire,,.
Le OCSL a reçu la certification Living Building par le Living Building Institute,,, LEED platinum en 2009 et Top Ten Green Projects de l'American Institute of Architects en 2010,.
L'institut a créé une station d'épuration conçue pour utiliser de l'eau de pluie.

### Galerie

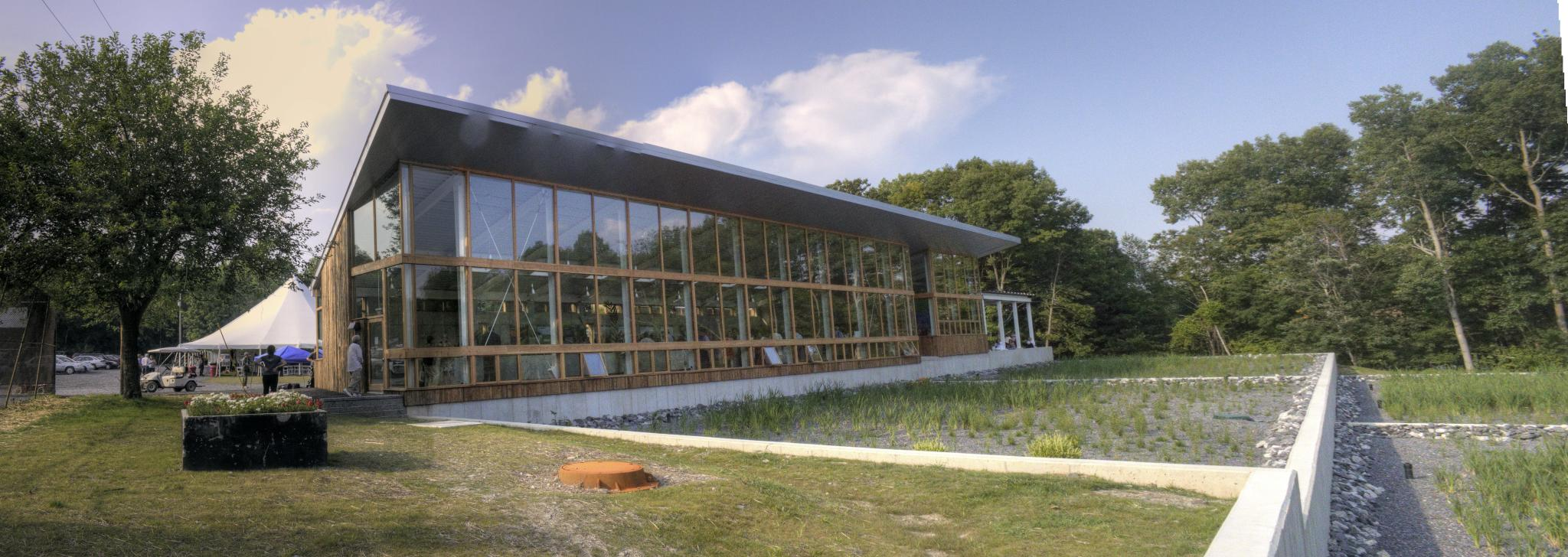
Omega Center for Sustainable Living (OCSL)
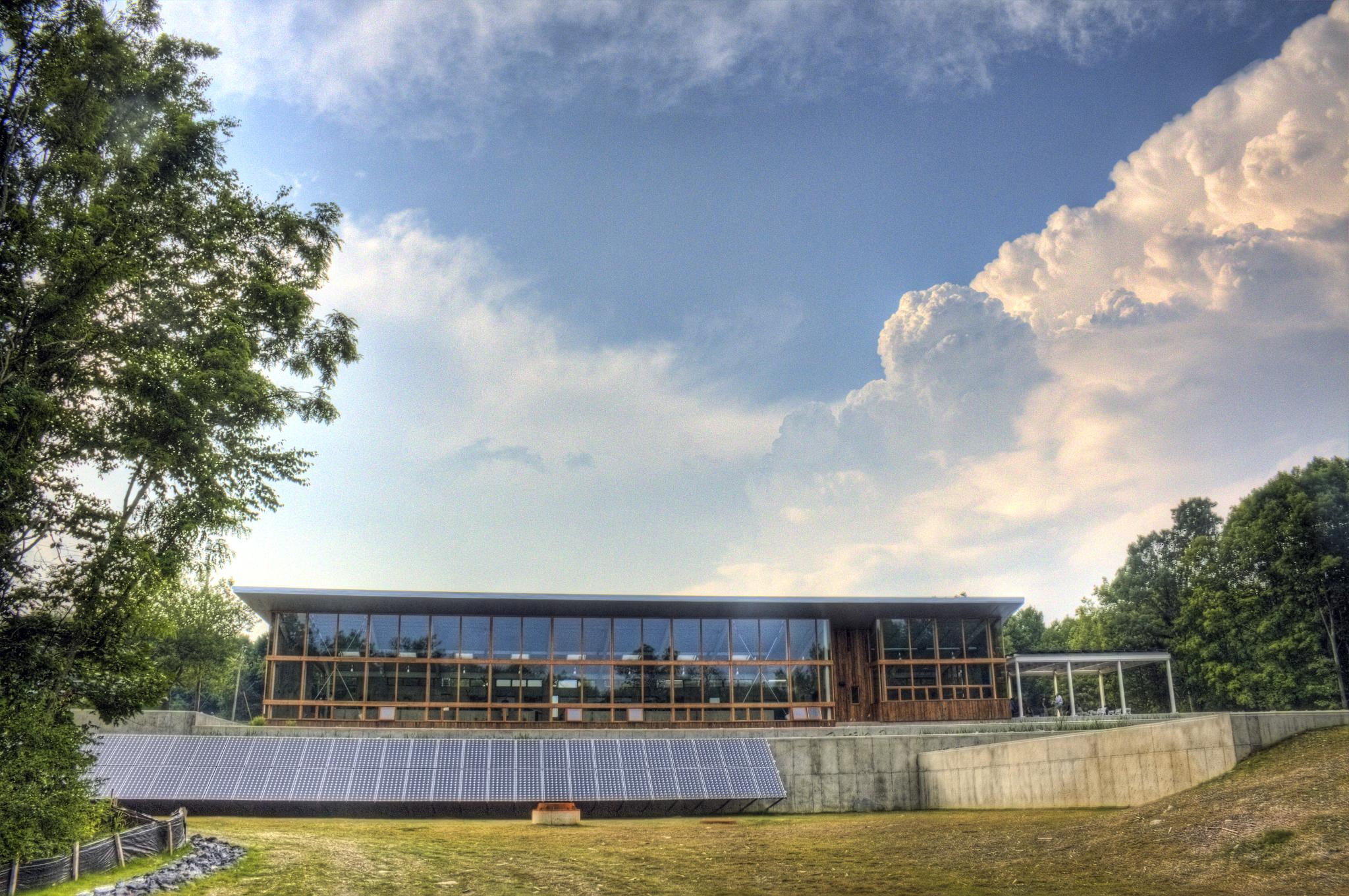
Omega Center for Sustainable Living (OCSL)